# Coupe de Biélorussie de football 2000-2001
Navigation
Coupe de Biélorussie 1999-2000 Coupe de Biélorussie 2001-2002
La Coupe de Biélorussie 2000-2001 est la 10e édition de la Coupe de Biélorussie de football depuis la prise d'indépendance du pays en 1991. Elle prend place entre le 14 juin 2000 et le 27 mai 2001, date de la finale au stade Dinamo de Minsk.
Un total de 43 équipes prennent part à la compétition, qui inclut exclusivement les clubs participants à la saison 2000 des trois premières divisions biélorusses. Plusieurs équipes de deuxième et troisième division refusent cependant de participer au tournoi pour des raisons financières.
La compétition suivant un calendrier sur deux années, contrairement à celui des championnats biélorusses qui s'inscrit sur une seule année, celle-ci se trouve de fait à cheval entre deux saisons de championnat ; ainsi pour certaines équipes promues ou reléguées durant la saison 2000, la division indiquée peut varier d'un tour à l'autre.
Le Belchina Babrouïsk remporte sa troisième coupe nationale à l'issue de la compétition au détriment du Slavia Mazyr. Cette victoire permet au club de se qualifier pour le tour préliminaire de la Coupe UEFA 2001-2002.

## Seizièmes de finale
Les équipes de la première division 2000 font leur entrée à partir de ce tour.
| Date            | Locaux                       | Score    | Visiteurs                      |
| --------------- | ---------------------------- | -------- | ------------------------------ |
| 8 juillet 2000  | Vertykal Kalinkavitchy (D3)  | 0 - 2    | (D1) BATE Borisov              |
| 12 juillet 2000 | FK Baranavitchy (D3)         | 1 - 2    | (D1) Dniepr-Transmach Mahiliow |
| 12 juillet 2000 | Zvyazda-VA-BDU Minsk (D2)    | 1 - 2 ap | (D1) Torpedo-Kadino Mahiliow   |
| 12 juillet 2000 | Torpedo Jodzina (D2)         | 1 - 2    | (D1) Vedrytch-97 Retchytsa     |
| 12 juillet 2000 | Daryda Minsk Rayon (D3)      | 1 - 2 ap | (D1) Dinamo Minsk              |
| 12 juillet 2000 | Veras Niasvij (D3)           | 2 - 8    | (D1) Belchina Babrouïsk        |
| 12 juillet 2000 | Granit Mikachevitchy (D2)    | 1 - 0    | (D1) FK Lida                   |
| 12 juillet 2000 | FK Smarhon (D3)              | 0 - 1    | (D1) Dinamo Brest              |
| 12 juillet 2000 | Ozertsi Hlybokaïe (D3)       | 1 - 4    | (D1) Nioman-Belkard Hrodna     |
| 12 juillet 2000 | FK Rahatchow (D3)            | 0 - 2    | (D1) Lokomotiv-96 Vitebsk      |
| 12 juillet 2000 | Vodokanal-Transit Brest (D3) | 0 - 8    | (D1) Slavia Mazyr              |
| 12 juillet 2000 | Zaboudova Tchysts (D3)       | 1 - 0    | (D1) Naftan-Devon Novopolotsk  |
| 12 juillet 2000 | Pinsk-900 (D3)               | 0 - 1    | (D1) Kommounalnik Slonim       |
| 12 juillet 2000 | Khimik Svietlahorsk (D2)     | 0 - 5    | (D1) Torpedo-MAZ Minsk         |

## Huitièmes de finale
| Date           | Locaux                         | Score                | Visiteurs                    |
| -------------- | ------------------------------ | -------------------- | ---------------------------- |
| 2 octobre 2000 | Vedrytch-97 Retchytsa (D1)     | 1 - 0                | (D1) Dinamo Brest            |
| 2 octobre 2000 | Slavia Mazyr (D1)              | 4 - 1                | (D3) Zaboudova Tchysts       |
| 2 octobre 2000 | Dniepr-Transmach Mahiliow (D1) | 0 - 1                | (D1) BATE Borisov            |
| 2 octobre 2000 | Nioman-Belkard Hrodna (D1)     | 0 - 3                | (D1) Belchina Babrouïsk      |
| 2 octobre 2000 | Torpedo-MAZ Minsk (D1)         | 0 - 1                | (D1) Torpedo-Kadino Mahiliow |
| 2 octobre 2000 | Kommounalnik Slonim (D1)       | 1 - 2                | (D1) Chakhtior Salihorsk     |
| 2 octobre 2000 | FK Homiel (D1)                 | 2 - 2 ap (7 - 6 tab) | (D1) Lokomotiv-96 Vitebsk    |
| 2 octobre 2000 | Dinamo Minsk (D1)              | 3 - 1                | (D2) Granit Mikachevitchy    |

## Quarts de finale
Les matchs aller sont joués le 20 avril 2001 tandis que les matchs retour sont joués le 2 mai 2001.
| Équipe 1                   | Score  | Équipe 2                     | Aller | Retour |
| -------------------------- | ------ | ---------------------------- | ----- | ------ |
| Chakhtior Salihorsk (D1)   | 3 - 6  | (D1) Dinamo Minsk            | 1 - 3 | 2 - 3  |
| FK Homiel (D1)             | 3 - 5  | (D1) Belchina Babrouïsk      | 2 - 2 | 1 - 3  |
| Vedrytch-97 Retchytsa (D1) | 4 - 0  | (D2) Torpedo-Kadino Mahiliow | 2 - 0 | 2 - 0  |
| Slavia Mazyr (D1)          | 3E - 3 | (D1) BATE Borisov            | 0 - 2 | 3 - 1  |

## Demi-finales
Les matchs aller sont joués le 10 mai 2001 tandis que les matchs retour sont joués le 18 mai 2001.
| Équipe 1                | Score  | Équipe 2                   | Aller | Retour |
| ----------------------- | ------ | -------------------------- | ----- | ------ |
| Belchina Babrouïsk (D1) | 1E - 1 | (D1) Vedrytch-97 Retchytsa | 0 - 0 | 1 - 1  |
| Dinamo Minsk (D1)       | 1 - 2  | (D1) Slavia Mazyr          | 0 - 1 | 1 - 1  |

## Finale
| Entraîneur :         |
| Viatcheslav Akchaïev |

| Entraîneur :      |
| Vladimir Petrović |

| Entraîneur :         |
| Viatcheslav Akchaïev |

| Entraîneur :      |
| Vladimir Petrović |